# San Berillo (Catania)

Sventramento di San Berillo, il tracciato di Corso Sicilia

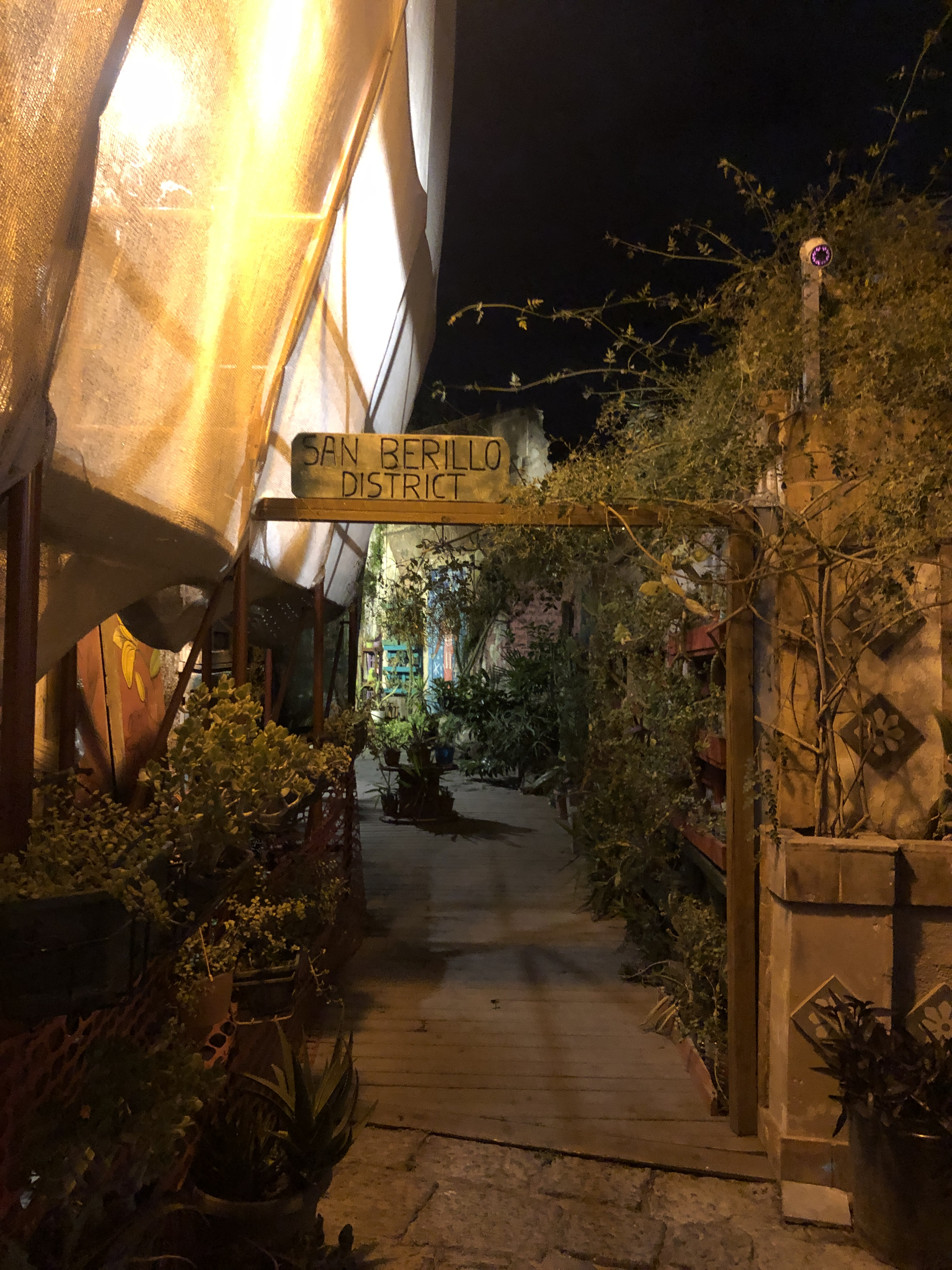
Il quartiere San Berillo oggi

San Berillo (San Birillu in dialetto catanese) è un quartiere della zona centrale di Catania, facente parte della I Circoscrizione, (già I Municipalità, quella del Centro Storico) comprendente anche i quartieri Angeli Custodi, Antico Corso, Civita, Fortino, Giudecca e San Cristoforo.

## Origini del Toponimo
Il quartiere è dedicato a san Berillo di Catania, originario di Antiochia, fondatore della comunità cristiana catanese, che quale primo vescovo iniziò il suo ministero dal 42 d.C., e che secondo la tradizione fu inviato a Catania da san Pietro apostolo in persona e morì martire.

## Geografia
Il quartiere confina a nord con San Gaetano alle Grotte, a est con Santissimo Sacramento Ritrovato, a sud con Agnonella, a sud-ovest con Santa Teresa e San Michele Arcangelo ai Minoriti o Quattro Canti - Piano della Sigona e a nord-ovest con Spirito Santo. 
Spesso alcuni di questi sono quartieri che vengono considerati un tutt'uno con San Berillo nell'immaginario dei catanesi, data la storica contiguità del tessuto urbano, e soprattutto "San Gaetano alle Grotte" e "Santissimo Crocifisso della Buona Morte", che sono stati infatti proprio quelli effettivamente colpiti dal suo Sventramento avvenuto negli anni cinquanta, più di San Berillo propriamente detto.

## Storia
San Berillo è un antico quartiere nel centro storico di Catania densamente abitato e pieno di botteghe di artigiani, che però non era incluso nelle Mura di Cinta cinquecentesche di Carlo V d'Asburgo ed era in particolare quello a luci rosse della città. A seguito dello spostamento verso nord e verso est del centro di Catania, il quartiere perse importanza fino ad essere abbandonato a se stesso. Dopo il terremoto del Val di Noto del 1693, che rappresentò una cesura nella storia urbanistica della città, si avviò la ricostruzione di Catania orientando l'asse viario principale nord-sud dell'abitato verso l'Etna, cioè appunto via Etnea, e ponendo nell'incrocio dei cosiddetti "Quattro Canti" il fulcro della riedificazione. 
Il quartiere San Berillo prendeva corpo ad est di via Etnea, da piazza Stesicoro fino alla zona, considerata impropriamente facentegli parte, in cui fu inaugurata a metà del XIX secolo la Stazione Ferroviaria Centrale: si pensò di collegare questi due punti della città, ma, ancora nell'Ottocento, non venne realizzata alcuna opera del genere in tal senso.
Per questo motivo si pensò ad un eventuale "sventramento", giustificandolo appunto col voler collegare queste due parti di Catania con un'unica grande arteria viaria, ma anche col voler risanare una parte della città ormai degradata, e, più in là, col concentrarci magari dei servizi bancari, finanziari e commerciali: di queste motivazioni, al di là dell'essere dei palesi pretesti, solo la prima è sembrata la più plausibile. 
Nel 1882 fu affidato a Bernardo Gentile Cusa il compito di progettare il risanamento del quartiere, in modo da farci passare il viale che avrebbe dovuto collegare i due punti citati prima, e nel 1888 si avviò il primo Piano regolatore pel risanamento e per l'ampliamento della città di Catania.
Nel 1904 gli scavi archeologici in piazza Stesicoro, diretti da Filadelfo Fichera, rappresentano un primo accenno di programma archeologico, edilizio e sanitario per San Berillo. Invece, dall'altra parte, il "Grande Albergo" nel lato sud di piazza Giovanni Falcone, l'ex "piazza Alfredo Cappellini", è l'unico edificio di rilievo, mentre il resto del quartiere è costituito da case basse e da un'urbanizzazione caotica e fittissima. A questo punto, l'impulso commerciale dello zolfo, avente scalo alla Stazione, è stato un altro dei fattori che ha indirizzato i notabili catanesi verso l'ipotesi dello sventramento: obiettivi principali sono infatti anche, oltre a quelli menzionati prima, l'afflusso e il deflusso dalle stazioni, la circolazione di aria e di luce, l'abbattere i vicoli infetti (nel 1911 un'epidemia di colera fa molti morti) e l'isolare i grandi edifici e i monumenti.
Si susseguirono perciò una serie di piani di sventramento: nel 1913 un piano di demolizione radicale; un altro piano nel 1927; i progetti Alfa 1932 di Piccinato, Guidi e Marletta e S.P.Q.C. di Mancini, Paternò e Severino, confluiti nel "Piano Regolatore Generale" del 1934. Lo scoppio della Seconda guerra mondiale fece riprendere in considerazione il vecchio progetto di sventramento dopo i bombardamenti, in particolare dal 1947 in poi.
Lo Sventramento di San Berillo, cominciato effettivamente a partire dal 1956, non fu comunque portato a termine interamente: infatti, a metà dell'arteria viaria fu costruito un palazzo che di fatto divise questa strada ricavata in due parti, rendendo questi corsi paralleli fra loro ma solo in linea d'aria, e fu realizzata anche una piazza ad ovest di tale palazzo, cioè piazza della Repubblica. C'è da dire, quindi, che lo sventramento, per quanto forse potesse essere inevitabile, ha giocoforza determinato una ferita nel volto di Catania, lasciando un vuoto ancora visibile nel tessuto urbano, oltre a generare un contenzioso tra gli ex proprietari delle aree interessate e il Comune di Catania. Infine, gli stessi abitanti del quartiere vennero spostati in uno nuovo, creato ad hoc, il semiperiferico San Leone, noto per questo anche come "San Berillo nuovo", distruggendo nelle zone originarie tante attività lavorative e delle realtà artigianali importanti per l’economia della città.

## Stato attuale
Dei primi interventi per rendere vivibile San Berillo sono stati fatti già verso il primo mandato del sindaco Enzo Bianco, verso la fine della prima repubblica, come la piazzetta che oggi è intitolata a Goliarda Sapienza. Più recentemente il quartiere sta avendo un nuovo volto, grazie a giovani imprenditori che hanno deciso di rivalutarne l'immagine investendo in locali e zone d'interesse culturale, i quali attirano quotidianamente la curiosità dei turisti e degli stessi catanesi che godono di questa ritrovata bellezza, nonostante ci sia ancora molto da fare per ristrutturare interamente San Berillo. Inoltre, è molto presente qui la comunità Senegalese e Gambiana di Catania, i cui membri sono residenti o in affitto nelle abitazioni del quartiere.